# 과농소초
《과농소초》(課農小抄)는 조선 후기의 농서(農書)로서, 연암 박지원이 정조의 윤음을 받들어 1798년(정조 22년) 음력 11월에 펴낸 책이며, 그 체계가 여러 농서 가운데 가장 완벽하게 세워져 있었다.
저자가 평소에 가져온 농학에 대한 관심과 연구가 집적되어 이 책을 저술케 하였고, 따라서 그 농학은 문헌 중심의 연구가 위주였다. 내용은 목(目)·제가(諸家)·총론·수시(授時)·점후(占候)·전제(田制)·농기(農器)·경간(耕懇)·분양(糞壤)·수리·택종(擇種)·파곡(播穀)·제곡(諸穀)·품명·서치부비황(鋤治附備荒)·수확·양우(養牛)·한민명전의(限民名田議) 등의 항목으로 분류, 서술했다.

## 같이 보기
- 조선 정조
- 박지원